# Emmas film
Emmas film är en svensk kortfilm (romantisk komedi) från 2009 i regi av Anders Habenicht. I rollerna ses bland andra Claudia Galli, Victor Ström och Astrid Schöldström.

## Handling
Emma närmar sig 30 och hennes perfekta lillasyster ska ha bröllop. Emma lovar att ta med sin nye pojkvän till bröllopet, problemet är bara att hon är evig singel.

## Rollista
- Claudia Galli – Emma
- Victor Ström – Samuel
- Astrid Schöldström – Emma 8 år
- Sebastian Kjellkvist – Samuel 8 år
- Lilian Johansson – Emmas mamma
- Tore Davidsson – Emmas pappa
- Frida Beckman	– Rakel
- Christian de Flon – Rakels man
- Sofia Axelsson Lekare	– Karin
- Robin Lyngstam – Karins man
- Max Legros Selander – Philip
- Davood Tafvizian – greken
- Fanny Strömberg – Anni
- Lisa Nordström – Marinella
- Sofia Brattwall – Ulrika
- Richard Ulfsäter – Kasper
- Simon Berglund – Jeppe
- Ulf Stenberg – killen
- Fredrik Wagner – wizardking
- Joel Burman – matvraket
- Linus Rosenqvist – Limpan
- Anders Habenicht – Alexander
- Frida Dahlberg – Sofia
- Mikael Almqvist – TV-producent 1
- Anna Roos – TV-producent 2
- Elvira Kierkegaard – daydreamkund 1
- Tove Bengtsson – daydreamkund 2

## Om filmen
Emmas film producerades av Joel Burman och spelades in efter ett manus av Björn Paqualin och Habenicht. Den spelades in i Stockholm med omnejd med Linus Rosenqvist som fotograf. Den klipptes senare av Joakim Tessert-Ekström och premiärvisades den 23 januari 2009 på Göteborgs filmfestival.